# Gorden-Staupitz
Gorden-Staupitz – gmina w Niemczech w kraju związkowym Brandenburgia, w powiecie Elbe-Elster, wchodzi w skład urzędu Plessa.